# Ztracený potok (Vidnavka)
Der Ztracený potok, auch Polka (deutsch Verlorenwasser) ist ein linker Nebenfluss der Vidnavka (Setzdorfer Wasser) im Okres Jeseník in Tschechien.

## Lage und Verlauf
Der Bach entspringt nördlich der Lví hora (Löwenkoppe, 1040 m n.m.) bzw. nordöstlich des Studený (Zunderhorn, 1042 m n.m.) im Reichensteiner Gebirge in einem tiefen Grund. 
Auf ihrem Oberlauf fließt der Ztracený potok mit nordöstlicher Richtung durch ein Kerbtal, das linksseitig vom Vysoký hřbet (Hundsrücken, 962 m n.m.), Kopřivník (Nesselberg, 925 m n.m.) und Černý kopec (Schwarzberg, 750 m n.m.)  begrenzt wird. Von Süden stürzt ein kleiner Zufluss im Wasserfall Ztracený vodopád zu Tale. 
An der Hlídka (Hohe Furth, 629 m n.m.) wendet sich der Bach nach Norden und fließt westlich am Na Vyhlídce (Kalkberg, 629 m n.m.); hier erstreckt sich das Dorf Polka entlang seines Laufes. Auf seinem Unterlauf, der am ehemaligen 
Kalkbruch mit der Höhle Velký dóm vorbei nach Vápenná, führt, verliert der Ztracený potok den größten Teil seines Wassers über Ponore in den KarstUntergrund. Der Bach wird hier von der Staatsstraße I/60 überquert. Am ehemaligen Oberkretscham von Vápenná mündet der Ztracený potok nach xxx km in die Vidnavka; jedoch fällt das Bachbett im Mündungsbereich häufig trocken.

## Ztracený vodopád
An einem namenlosen rechten Zufluss befindet sich der Ztracený vodopád ⊙. Darin stürzt ein ca. 800 m langes Bächlein 50 m vor seiner Mündung in den Ztracený potok knapp vier Meter zu Tale.